# Bart Vandendriessche
Bart Vandendriessche (Merksem, 8 mei 1953) was een Belgisch volksvertegenwoordiger en Vlaams volksvertegenwoordiger.

## Levensloop
Hij werd in 1991 voor de CVP verkozen tot lid van de Kamer van volksvertegenwoordigers voor het kiesarrondissement Gent-Eeklo en vervulde dit mandaat tot in 1995. Tevens was hij van 1995 tot 1998 gemeenteraadslid van Gent.
In de periode januari 1992-mei 1995 had hij als gevolg van het toen bestaande dubbelmandaat ook zitting in de Vlaamse Raad. De Vlaamse Raad was vanaf 21 oktober 1980 de opvolger van de Cultuurraad voor de Nederlandse Cultuurgemeenschap, die op 7 december 1971 werd geïnstalleerd, en was de voorloper van het huidige Vlaams Parlement. Bij de eerste rechtstreekse verkiezingen voor het Vlaams Parlement van 21 mei 1995 werd hij verkozen in de kieskring Gent-Eeklo. Hij bleef Vlaams volksvertegenwoordiger tot juni 1999. 
Na rechtenstudies doorliep Vandendriessche een loopbaan binnen de Christelijke Mutualiteit en aanverwante organisaties: van 1978 tot 1984 was hij jurist bij de Landelijke Bediendencentrale, van 1984 tot 1991 secretaris van de Christelijke Mutualiteit (CM) van Gent, van 1987 tot 1991 directeur van de polikliniek Rerum Novarum Gent en van 1999 tot 2013 algemeen directeur van CM Midden Vlaanderen.
Hij was ook van 1983 tot 1994 bestuurder van het OCMW-ziekenhuis in Gent, van 1992 tot 2013 voorzitter van SHM Het Volk, van 1999 tot 2013 bestuurder van VDK Spaarbank en bestuurder van de Arteveldehogeschool in Gent. Ook werd hij bestuurder bij verschillende non-profitorganisaties.